# Херсонская общественная библиотека
Херсонская общественная библиотека — первая общественная библиотека Херсона, основанная 1872 году.

## Описание
В начале 1871 года по инициативе интеллигенции Херсона во главе с Г. Н. Ге (братом известного русского живописца) в Херсони начало формироваться библиотечное общество с целью основать библиотеку. Устав библиотеки был утвержден Министерством внутренних дел 21 января 1872 года, а 26 марта 1872 года на общем собрании учредителей выбрали первый состав дирекции библиотеки. Это была первая организация, открывшаяся на деньги и по инициативе населения города. Библиотеке было предоставлено во временное пользование помещения Дворянского собрания, и 18 июня 1872 года дирекция открыла библиотеку.
С увеличением книжного фонда стали ощутимыми теснота и неудобства частных квартир для помещения библиотеки, и в 1882 году на общем собрании было решено обзавестись собственным зданием. За 1883—1893 годы было собрано 12 тысяч рублей пожертвований отдельных граждан и организаций, а Городская Дума на строительство библиотеки ассигновала 26 тысяч рублей.
В 1894 году городское управление, рассмотрев ходатайство дирекции библиотеки об отводе на одной из городских площадей места для сооружения здания библиотеки и о предоставлении денежной помощи на сооружение, приняло: предоставить в пользование Херсонской библиотеки на Старообрядческой площади место в 200 кв. саженей и отпустить на постройку здания единовременно 18 тысяч рублей. Строительство длилось с августа 1896 года до октября 1897 год. Здание было построено по проекту одесских архитекторов Николая Константиновича Толвинского (1857—1927) и Феликса Викентьевича Гонсиоровского (1815—1894) в неогреческом стиле. Фасады были решены в Архитектурные ордера, ионный ордер, главный выделенный четырехколонным портик коринфского ордера, а треугольный фронтон украшен Гербом города Херсона. Особое торжество здания предоставляют двусторонние лестницы.
31 мая 1898 года в библиотеке состоялось открытие Губернской ученой архивной комиссии и Губернского археологического музея (учредитель — Гошкевич В. И.), размещенного в здании библиотеки и принятого Губернской ученой архивной комиссией в собственное ведение.
В начале XX ст. библиотека стала пристанищем для членов революционных кружков. Тайные собрания проходили в «отдельных комнатах, в которые не пускали посторонних посетителей». В помещении библиотеки также организовывали свои встречи члены Херсонского общества врачей, основанного в 1870 г.

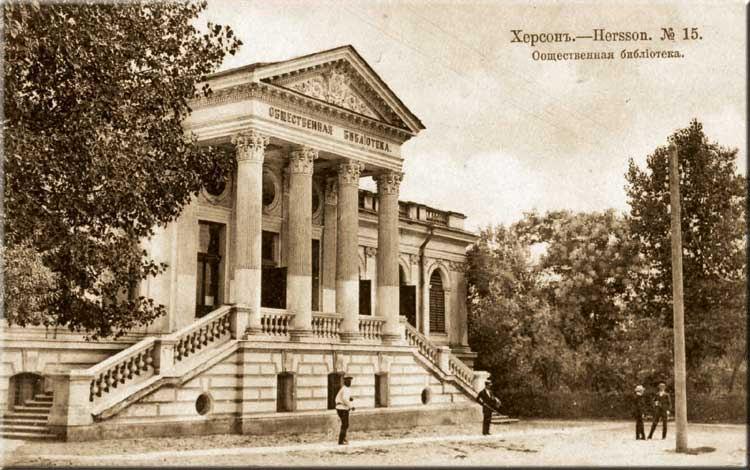
Здание Публичной городской библиотеки Херсона (сейчас здесь городской ЗАГС)

Писатель Андрей Фирсов после пребывания в Херсоне вспоминал:
Еще несколько шагов, и вы в городской общественной библиотеке, которая с 1896 года расположена в новом здании. Из широкого вестибюля вы входите в просторный читальный зал, наполненный светом и воздухом. Несмотря на жаркий июльский день, когда я был в читальне, там находилось до тридцати посетителей, преимущественно учащаяся молодежь. Библиотека содержится на средства города. Чтение книг на дому оплачивается несколькими копейками, чтение в зале – бесплатное. Херсонцы довольно старательно посещают библиотеку: так, в течение июня текущего года посетителей было 3452 человека; в зимние месяцы численность посетителей почти удваивается. Периодических изданий библиотека выписывает около 70-ти.
И только здесь вы можете получить петербургские и московские газеты: таких вы не увидите ни в гостиницах, ни в ресторанах, ни в газетном киоске… Фирсов А. И. «В Херсоне». Исторический вестник № 10, 1905 г.
В 1925 году библиотека называлась: «Центральная советская библиотека». До 1941 года фонд библиотеки составил 300200 томов и его услугами воспользовались около 10 тысяч читателей. В советское время библиотеке было присвоено имя Горького.
В начале 1987 года библиотека переехала в новое здание по улице Днепропетровской и получила название Областная универсальная библиотека им. Олеся Гончара. В старом здании сейчас находится городской ЗАГС.